# Diocesi di Techiman
La diocesi di Techiman (in latino: Dioecesis Techimanensis) è una sede della Chiesa cattolica in Ghana suffraganea dell'arcidiocesi di Kumasi. Nel 2022 contava 161.270 battezzati su 910.730 abitanti. È retta dal vescovo Dominic Nyarko Yeboah.

## Territorio
La diocesi comprende la parte centro-orientale della Regione di Brong-Ahafo in Ghana. Si estende sui distretti di Techiman, Kintampo Nord, Kintampo Sud, Nkoranza, Atebubu-Amantin, Sene e Pru.
Sede vescovile è la città di Techiman, dove si trova la cattedrale di San Paolo.
Il territorio è suddiviso in 28 parrocchie.

## Storia
La diocesi è stata eretta il 28 dicembre 2007 con la bolla Cum nuper esset di papa Benedetto XVI, ricavandone il territorio dalle diocesi di Konongo-Mampong e di Sunyani.

## Cronotassi dei vescovi
Si omettono i periodi di sede vacante non superiori ai 2 anni o non storicamente accertati.
- Dominic Nyarko Yeboah, dal 28 dicembre 2007

## Statistiche
La diocesi nel 2022 su una popolazione di 910.730 persone contava 161.270 battezzati, corrispondenti al 17,7% del totale.
| anno | popolazione | popolazione | popolazione | presbiteri | presbiteri | presbiteri | presbiteri                | diaconi | religiosi | religiosi | parrocchie |
| anno | battezzati  | totale      | %           | numero     | secolari   | regolari   | battezzati per presbitero | diaconi | uomini    | donne     | parrocchie |
| ---- | ----------- | ----------- | ----------- | ---------- | ---------- | ---------- | ------------------------- | ------- | --------- | --------- | ---------- |
| 2007 | 79.645      | 695.826     | 11,4        | 31         | 24         | 7          | 2.569                     |         | 3         | 20        | 13         |
| 2010 | 73.606      | 696.900     | 10,6        | 28         | 19         | 9          | 2.628                     |         | 19        | 27        | 19         |
| 2014 | 80.712      | 760.000     | 10,6        | 33         | 21         | 12         | 2.445                     |         | 23        | 30        | 22         |
| 2017 | 144.300     | 814.500     | 17,7        | 36         | 30         | 6          | 4.008                     |         | 15        | 24        | 26         |
| 2020 | 154.400     | 871.700     | 17,7        | 33         | 33         |            | 4.678                     |         | 9         | 32        | 27         |
| 2022 | 161.270     | 910.730     | 17,7        | 43         | 43         |            | 3.750                     |         | 12        | 32        | 28         |